# 石川駅 (弘南鉄道)
石川駅（いしかわえき）は、青森県弘前市大字石川字大仏下にある弘南鉄道大鰐線の駅である。駅番号はKW 10。

## 歴史
- 1952年（昭和27年）1月26日 ：弘前電気鉄道の新石川駅として開業。
- 1970年（昭和45年）10月1日：弘南鉄道に譲渡。業務委託化。
- 1972年（昭和47年）7月1日：委託廃止、無人化。
- 1974年（昭和49年）10月1日：再度業務委託化。
- 1986年（昭和61年）4月1日：石川駅に改称[1]。
- 年月日不明[いつ?]：委託廃止、無人化。

## 駅構造
島式ホーム1面2線を有する地上駅。無人駅である。他に貨物用側線が1線在り、保線用のホキ車が留置されていることがあり、当該車輛には「石川駅常備」の表示が施されている。
のりば
| 番線   | 路線    | 方向 | 行先         |
| ------ | ------- | ---- | ------------ |
| 駅舎側 | ■大鰐線 | 下り | 中央弘前方面 |
| 反対側 | ■大鰐線 | 上り | 大鰐方面     |

※案内上ののりば番号は割り当てられていない。
備考
- 当駅を発着する列車は右側通行となっている。

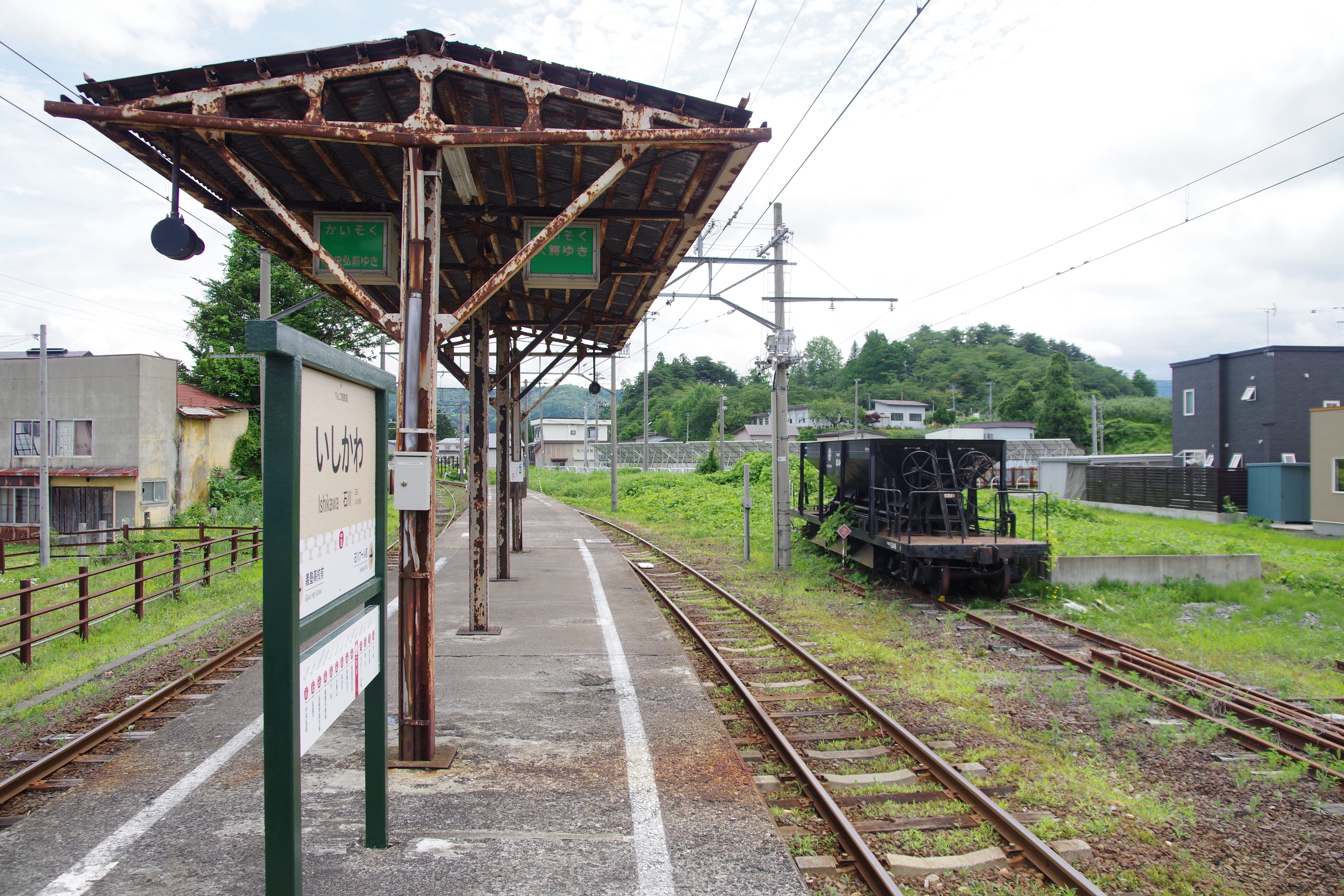
ホーム
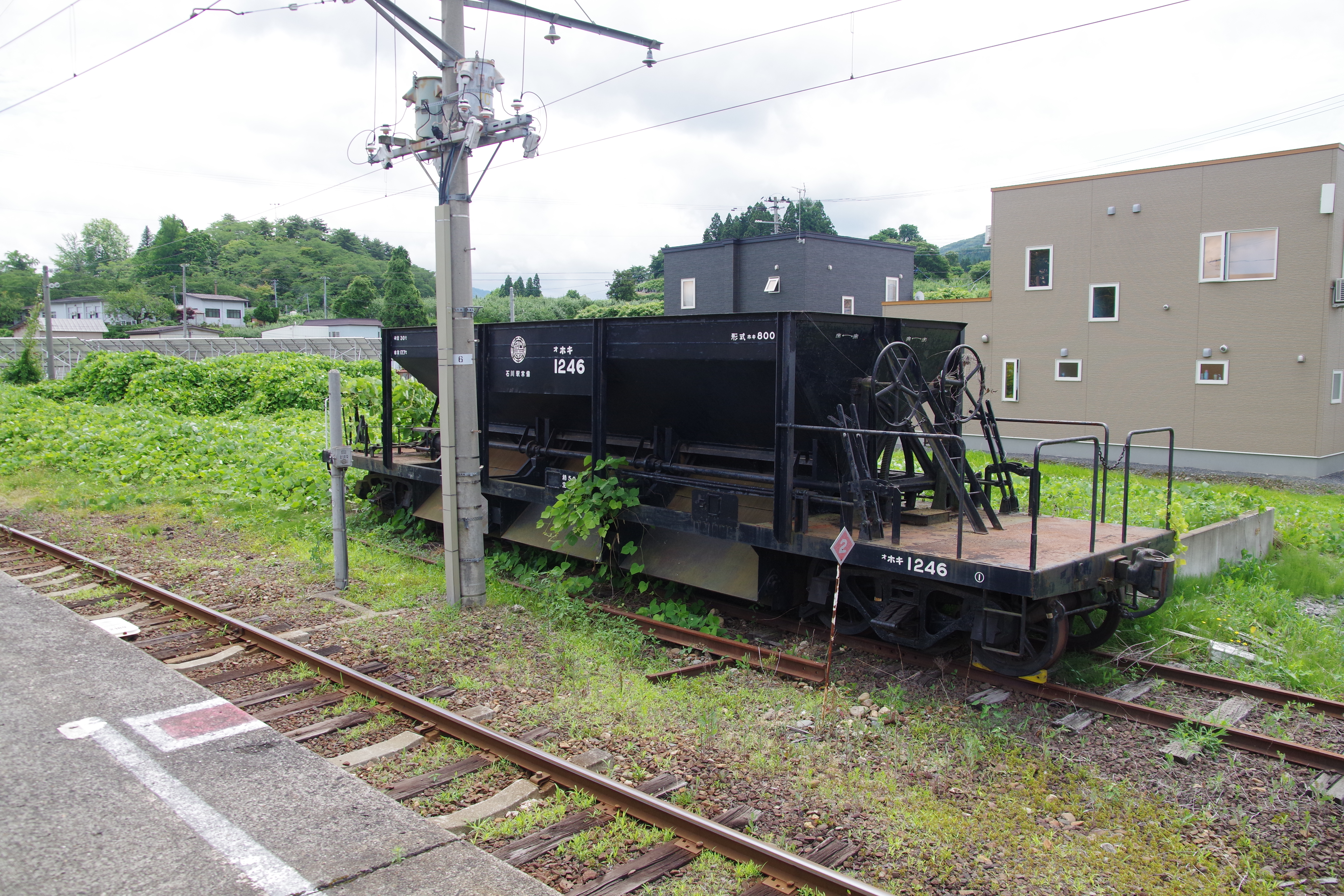
ホキ車

## 利用状況
| 1日乗降人員推移 | 1日乗降人員推移 |
| 年度            | 1日平均人数     |
| --------------- | --------------- |
| 2011年          | 179             |
| 2012年          | 181             |
| 2013年          | 160             |
| 2014年          | 142             |
| 2015年          | 150             |
| 2016年          | 147             |
| 2017年          | 141             |

## 駅周辺
- 弘前市役所石川出張所
- 大仏公園（石川高信が居城としていた石川城がかつてあり、南部氏津軽支配の拠点）
- 平川
- 石川保育所
- 石川郵便局
- 弘南バス「中央石川」停留所（弘前 - 大鰐・碇ヶ関線）

同一市町村で所在地が異なるJR奥羽本線石川駅とは約1.5km離れており、当駅よりも義塾高校前駅の方が近くに位置する。

## 隣の駅
弘南鉄道
■大鰐線
石川プール前駅（KW 11） - 石川駅（KW 10） - 義塾高校前駅（KW 09）